# Oostmaaslaan
De Oostmaaslaan is een straat in de Nederlandse stad Rotterdam en loopt van de Willem Ruyslaan naar de Honingerdijk. De straat heeft een paar zijstraten, namelijk het Boslandwerf, de Sara Cornelia Molen, de Francina Molen, de Bartholomeus Everardus Molen en de Buizenwerf. Aan de Oostmaaslaan bevinden zich een paar vooroorlogse rijksmonumentale panden die onderdeel zijn van de oostelijke Rotterdamse Brandgrens, evenals naoorlogse bouw vanaf de jaren 50 van de twintigste eeuw tot aan de jaren 10 van de eenentwintigste eeuw. De Oostmaaslaan ligt nabij de rivier de Maas aan de onderkant van de autoweg S107 van de Maasboulevard in het oostelijk stadsdeel.

## Geschiedenis
Op 22 december 1770 werd door de burgemeesters en fabrieksmeesters van de stad aanbesteed tot het beplanten van het Bosjeseiland bij de Maas. Hierdoor ontstond een nieuwe laan, die Oostmaaslaan werd genoemd. Deze naam werd echter pas laat in de negentiende eeuw toegewezen - voor 1884 stond de laan bekend als Boschlaan. Dit is verwarrend omdat elders in de vooroorlogse binnenstad ook een straat bestond met dezelfde naam, nabij de Goudsche Vest (nu Goudsesingel).
De originele straat liep heel anders dan de huidige. De straat liep vanaf het originele Bosland langs de sporen van het nu gesloopte Maasstation tot aan waar nu ongeveer de kruising Oostmaaslaan - Buizenwerf staat. Vervolgens buigde het rechts af, stak het spoor over, liep kort door naar links voordat de straat een flauwe bocht naar rechts maakte en doorliep tot aan de Plantagelaan en de Oude Plantage. De Vrouwenbrug scheidde de twee straten van elkaar, tot de brug tijdens of na de Tweede Wereldoorlog werd gesloopt. Na de Watersnoodramp van 1953 werd door de gemeente besloten tot de bouw van de Maasboulevard. De oude sporen van het Maasstation werden verwijderd en stuk Oostmaaslaan wat over het spoor liep, werd opgebroken en hield op te bestaan in de jaren 60. Tegenwoordig bestaat alleen het originele stuk waar de huizen staan.
De straat staat om verschillende redenen bekend. Aan de nu opgebroken kant van de Oostmaaslaan stond het Bethesdaziekenhuis tot aan de jaren tachtig, waarna het gebouw, gestationeerd op nummer 12, gesloopt werd. Ook was de Kralingsche Katoen Maatschappij op de Oostmaaslaan gevestigd en begon hier het bedrijf Machinefabriek Hensen haar werkzaamheden rond 1895. Ze bleef er tot ze in 1960 besloten om hun productie naar de Eemhavenweg bij Heijplaat te verplaatsen. Sinds 1973 staat bij de Oostmaaslaan de wolkenkrabber met de naam Adriaan Volkerhuis, in opdracht van de Koninklijke Adriaan Volker Groep. In 2008 heeft de Rotterdamse vrijmetselarijbeweging De Drie Kolommen zich gevestigd in het gebouw van de Oostmaaslaan 950.

Fotogalerij
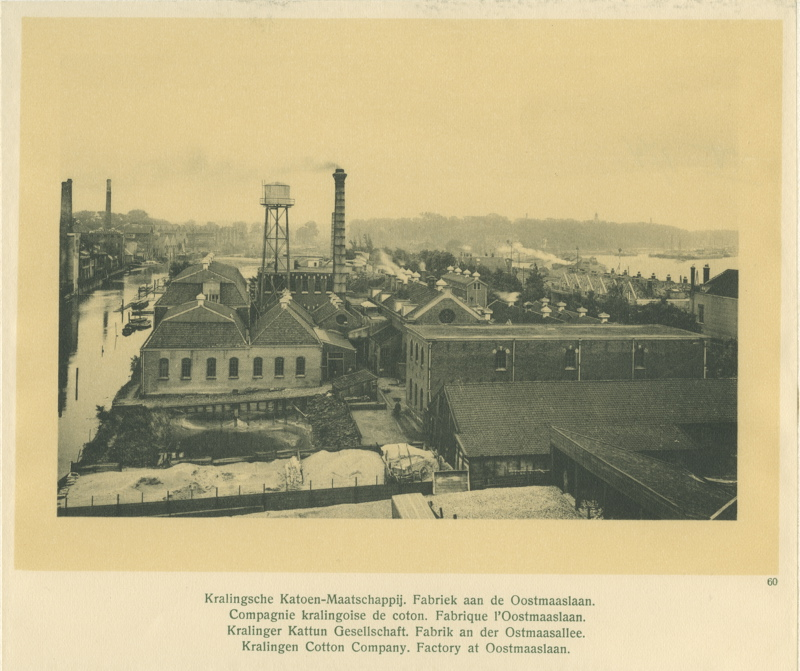
Katoendrukkerij der Kralingsche Katoen Maatschappij in 1911. Het bedrijf heeft tot 1931 bestaan en is waarschijnlijk verloren gegaan tijdens het bombardement op Rotterdam in 1940.
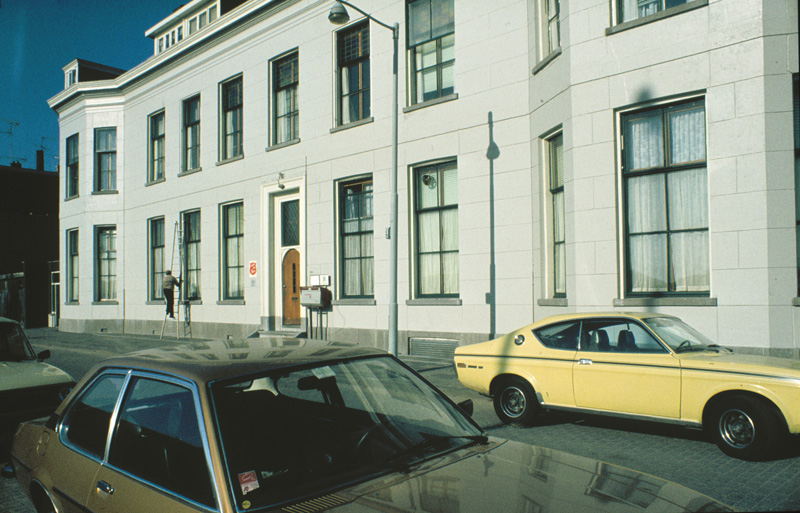
Het voormalige Huize De Wending van het Leger des Heils in 1950. De Wending is inmiddels gesloopt voor nieuwbouw.
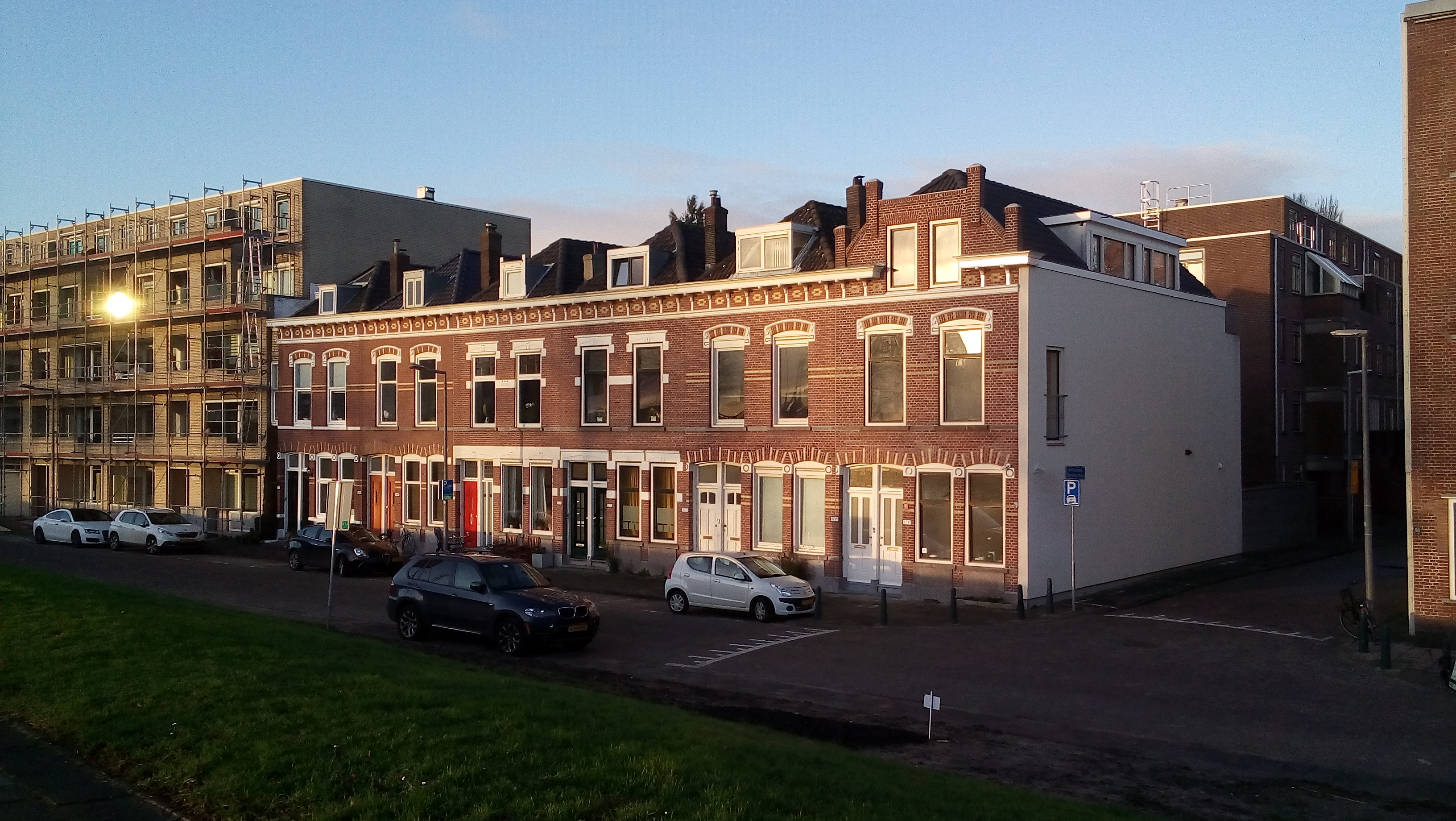
Vooroorlogse, rijksmonumentale panden, gebouwd in de stijl van eclecticisme.
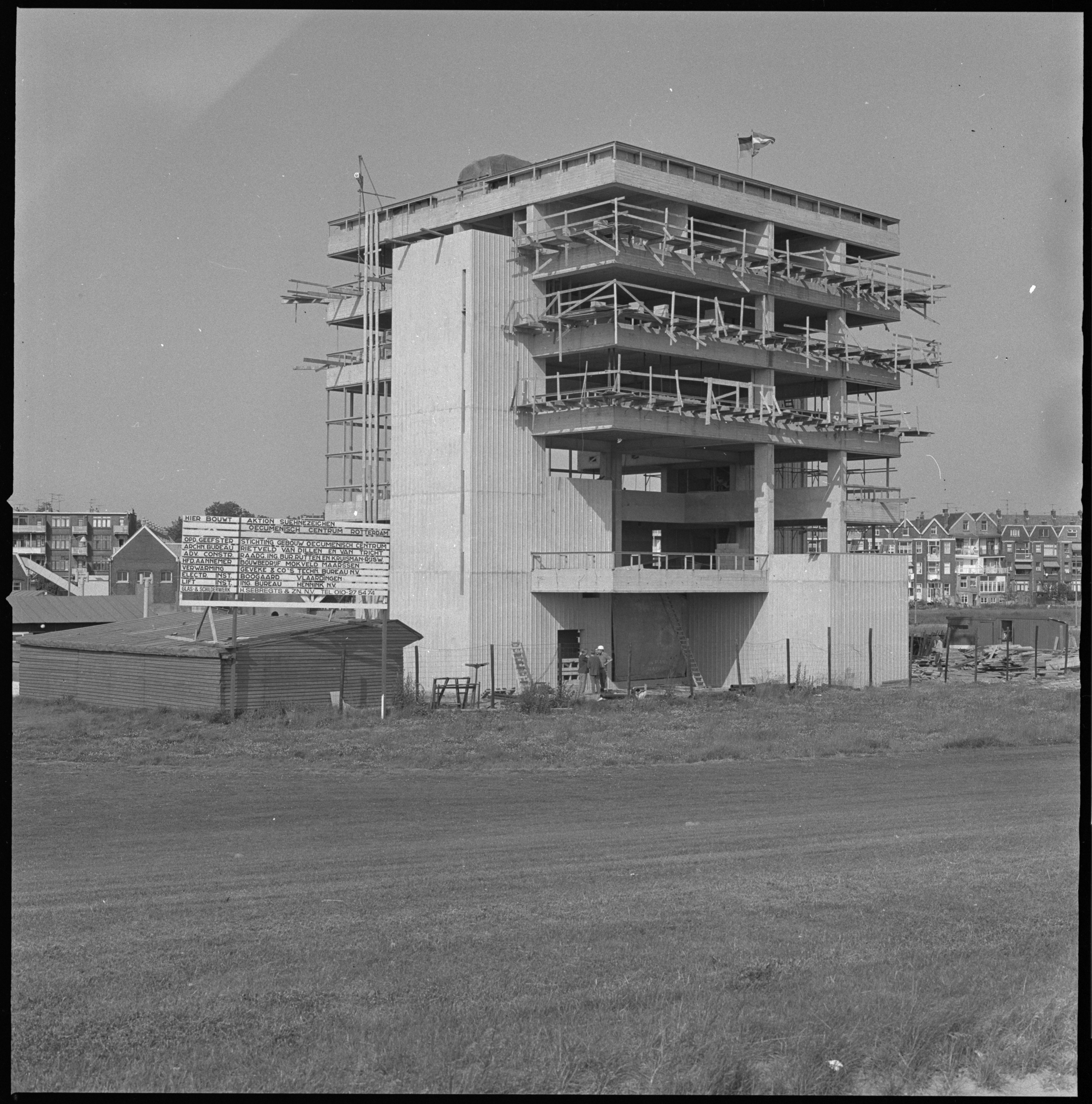
De constructie van het Sühnezeichen huis, ook wel bekend als Podium O950, in 1967.
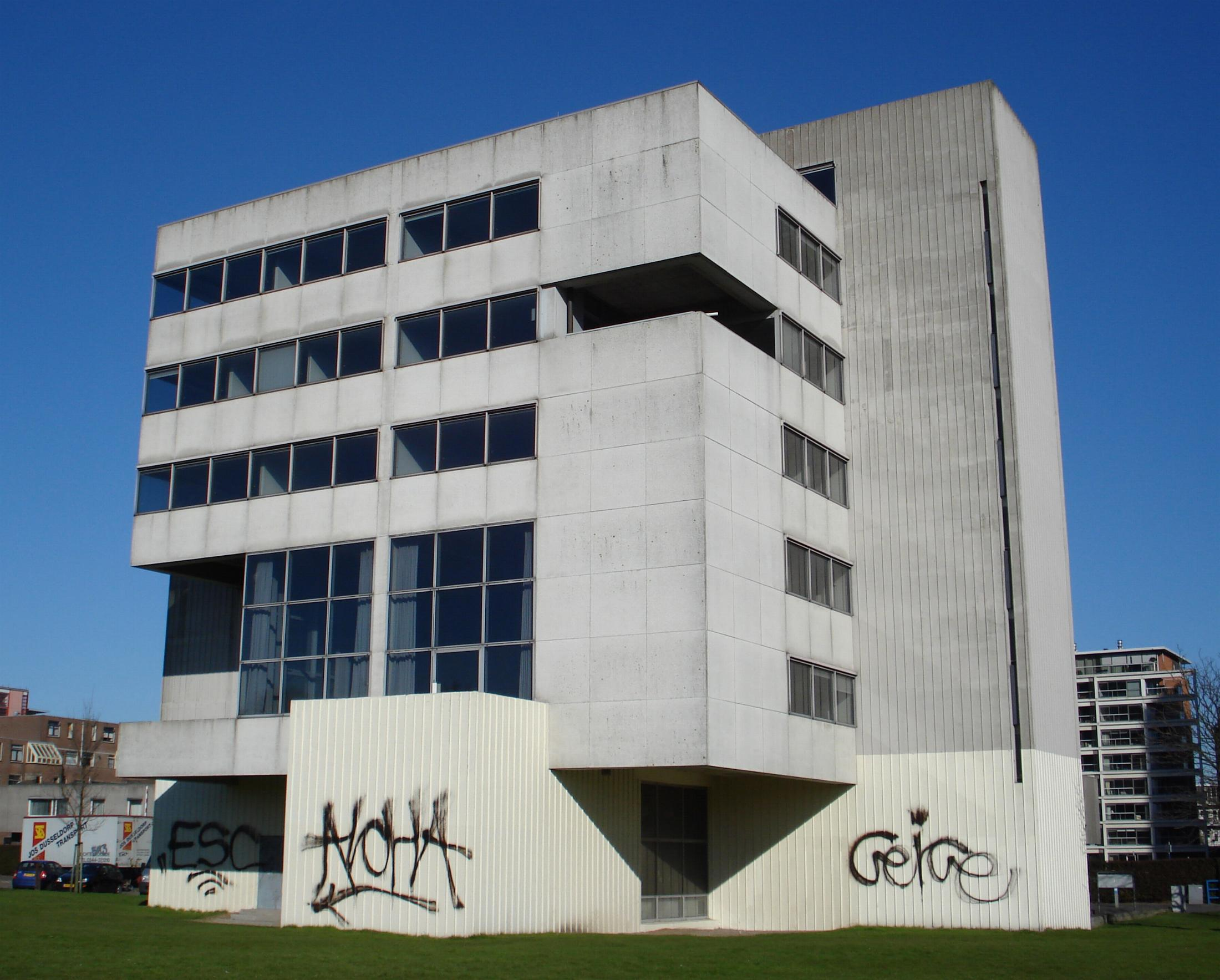
Het gebouw is gevestigd aan de Oostmaaslaan 950 en vrijmetselaarsbeweging De Drie Kolommen is hier onder andere gevestigd.
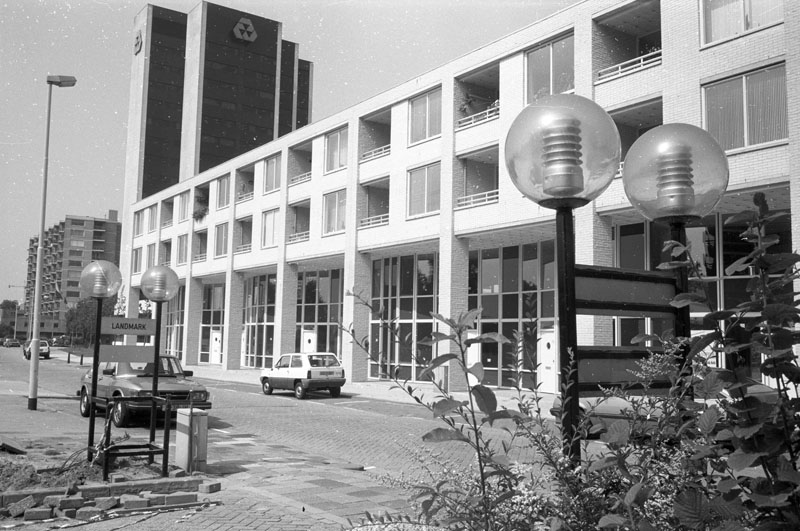
Verderop staan nieuwe appartementen/kantoren en de wolkenkrabber Adriaan Volkerhuis, hier afgebeeld in 1988.